# عنبريس أقرن
العنبريس الأقرن (باللاتينية: Onobrychis cornuta) نوع نباتي ينتمي إلى جنس العنبريس من الفصيلة البقولية.

## الموئل والانتشار
موطنه المشرق العربي وتركيا والقوقاز.

## مرادفات للاسم العلمي
- (باللاتينية: Hedysarum cornutum L.)
- (باللاتينية: Dendrobrychis cornuta (L.) Galushko)
- (باللاتينية: Onobrychis korshinskii Vassilcz.)
- (باللاتينية: Onobrychis pulvillus Trautv.)